# Gloria Münchmeyer
Gloria Münchmeyer (Santiago del Cile, 2 settembre 1938) è un'attrice cilena.

## Biografia
Per il film La luna en el espejo ha vinto la coppa Volpi per la migliore interpretazione femminile alla 47ª Mostra internazionale d'arte cinematografica di Venezia.
Tra i suoi film distribuiti in Italia ci sono Coronación (2000), El baile de la Victoria (2009) e El bosque de Karadima (2015).
Ha recitato anche nella telenovela cilena Floribella.